# Tucker & Dale vs Evil
Tucker & Dale vs Evil (titulada Tucker & Dale contra el mal en España) es una película estadounidense de comedia de terror estrenada en 2010. Fue escrita y dirigida por Eli Craig y protagonizada por Tyler Labine, Alan Tudyk, Katrina Bowden y Jesse Moss.

## Sinopsis
Un grupo de jóvenes universitarios se van a acampar a un bosque y descubren a dos misteriosos lugareños parecidos a los psicópatas de las películas de terror. Pero no lo son, se trata simplemente de Tucker y Dale, dos amigos que por mucho que lo intentan, no consiguen evitar ser confundidos con peligrosos maníacos asesinos. A partir de allí se sucederán una serie de curiosos malentendidos: los jóvenes creerán que los dos amigos tratan de matarlos, mientras Tucker y Dale creerán que en realidad son los universitarios los que tratan de acabar con sus vidas.

## Elenco
- Tyler Labine es Dale.
- Alan Tudyk es Tucker.
- Katrina Bowden es Allison.
- Brandon Jay McLaren es Jason.
- Chelan Simmons es Chloe.
- Jesse Moss es Chad.
- Christie Laing es Naomi.
- Travis Nelson es Chuck.
- Alex Arsenault es Todd.
- Joseph Allan Sutherland es Mike.
- Adam Beauchesne es Mitch.
- Karen Reigh es Cheryl.
- Tye Evans es Padre de Chad.
- Bill Baksa es BJ Hillbilly.
- Shaun Tisdale es Killer Hillbilly #2.
- Sasha Craig es Reportera de las noticias.

## Producción
La producción comenzó en junio de 2009. En octubre de 2009 comenzó la posproducción, a cargo de Eden Rock Media, siendo lanzadas las primeras imágenes por parte de American Film Market. El director Eli Craig anunció el 31 de octubre de 2009 el lanzamiento del primer tráiler promocional de la película.

## Estreno
La première de la película fue el 22 de enero de 2010 en el Festival de Cine de Sundance y más tarde, el 12 de marzo de 2010, formó parte de la cartelera del festival South by Southwest.